# 스낫

에디 에두아르드 (Edy Edouard, 1997년 12월 16일 출생), 스낫 (SNOT, $NOT로 표기)로 잘 알려져 있는 그는 미국의 래퍼이자 가수 및 싱어송라이터이다. 뉴욕에서 태어나 7살때 플로리다주 폼파노 비치로 이사했다. 그는 그곳에서 2016년 사운드클라우드를 통해 그의 랩 커리어를 시작했다. 그는 2018년 9월, 싱글 "Gosha"를 발매하면서 유명해졌다. 그는 현재 300 엔터테인먼트와 계약했다.

## 생애 및 커리어
에두아르드는 뉴욕 브루클린에서 아이티인과 도미니카인 부모 사이에서 태어나 7살때 플로리다주 웨스트팜비치로 이주했다. 2016년 초에 그는 사운드클라우드를 통해 음악 경력을 시작했다. 2018년 9월, 그는 싱글 "Gosha"를 발매했는데, 이 싱글은 그를 랩/ 힙합 씬으로 몰아넣고 그의 광범위한 대중매체 인기에 시동을 걸었다.

## 커리어

### 2017: 커리어의 시작
스낫은 그가 고등학교 재학중인 2016년부터 그의 음악적 커리어를 시작했다. 콤플렉스(Complex)의 잭 엔젤에게 그가 "자비에 울프(Xavier Wolf), 본즈 (래퍼), 영 린(Yung Lean), 릴 웨인, 그리고 타일러 더 크리에이터(Tyler, the Creator)와 같은 래퍼들, 쇼티 핌프(Shanty Pimp), 테네시 주 멤피스에 기반을 둔 영향력 있는 그룹 스리 6 마피아와 같은 멤피스 랩 아티스트들의 노래를 듣고 있었다."라고 말했다. 스낫은 인터뷰 진행자에게 "그게 내가 이런 일을 하게 된 계기였고, 일이 벌어지기 시작했어. 내 친구인 웻백 메니(Wetback Manny)는 이미 SoundCloud에 곡을 발매하고 있었고 그는 나에게 녹음하는 법과 마이크 사용법을 소개했어. 이게 내 스스로 활동했던 때였지만, 나는 USB 마이크가 있었고 이건 거의 쓰레기나 마찬가지였어. 하지만 매니가 콘덴서 마이크를 빌려 주었.으니 운이 좋았던 것 같아."라고 말을 함으로써 주제에 대해 더 이상 언급하지 않았다.

### 2018–2019:The Tissue Files,"Gosha"
2018년 4월 24일, 스낫은 카메로나지(Cameronazi)와 서브젝츠(Subjectz)의 구절뿐만 아니라 프락치자(Frakcija), 카지(Kaji), 윈도우즈(Windxws), 와이제트(YZ)의 프로듀싱을 담은 첫 번째 EP The Tissue Files를 자체 발매했다. 이 EP는 2018년 9월 7일 와이제트(YZ)가 제작한 브레이크아웃 히트곡 "Gosha"를 발매하기 전 스낫의 마지막 음반이었다.
스낫의 싱글 "Billy Boy"는 HBO의 미국 청소년 드라마 유로피아(Euphoria)의 파일럿 에피소드에 등장했다.

### 2020–현재:- Tragedy +,Beautiful Havoc,Ethereal
그의 싱글 "Gosha"와 "Megan"의 성공에 따라 스낫은 300 엔터테인먼트와 계약을 맺었다. 2020년 3월 6일, 스낫은 그의 데뷔 스튜디오 앨범인 "- Tragedy +"를 발표한다. 매기 린더맨(Maggie Lindemann)과 와이파이스 퓨너럴이 피쳐링했으며, 앞서 언급한 싱글이 포함되어 있다.
2020년 9월 24일, 스낫은 그의 두 번째 음반의 첫 번째 싱글인 "Revenge"를 그의 멀티미디어 회사 리리컬 레모네이드 산하 콜 베넷(Cole Bennet)이 감독한 뮤직 비디오와 함께 발매했다. 2020년 10월 15일, 스낫은 두 번째 싱글 "Mean"을 위해 또 다른 콜 베넷 뮤직 비디오와 함께 폴로 밀리(Flo Milli)와 팀을 이루었다. 2020년 10월 30일, 스낫은 300 엔터테인먼트와 함께 "Beautiful Haffal"이라는 제목의 두 번째 스튜디오 앨범을 발매했다. 이 프로젝트에는 이안 디올, 덴젤 커리, 플로 밀리 등의 래퍼들이 피쳐링했고, 이 곡은 빌보드 200에서 172위에 올랐다. $NOT는 앨범에 이어 다음 5개의 뮤직비디오 "Who Do I Trust" (2020년 11월 5일 발매), "Watch Out" on (2020년 11월 13일 발매), "Like Me" (2021년 1월 15일 발매), "Sangria" (덴젤 커리가 피쳐링) (2021년 2월 17일), "Life"(2021년 3월 30일 발매)를 추가로 공개했다
2021년 4월 9일, 스낫은 동료 래퍼, 싱어송라이터인 릴 스키(Lil Skies)가 찬조 출연, 피쳐링한 싱글 "Whipski"를 발매한다. 이 곡은 그의 세 번째 앨범의 리드 싱글이 될 것으로 기대된다. "Hipski"는 스낫의 첫 메이저 차트 진입곡이 되었고, 버블링 언더 핫 100에서 25위를 기록했다. 2021년 5월 27일, 스낫은 동료 래퍼 코치와 함께 〈Tell Em〉곡을 공동 작업한다. 이 곡은 그와 코치(Cochise)의 빌보드 핫 100 데뷔곡이 되어 64위를 기록했다.
2021년 11월 24일, 스낫은 싱글 "Go"를 발표한다. 그는 에이셉 라키와 함께 자신의 싱글 "Doja"를 2022년 2월 4일에 발매한다. 두 개의 싱글이 그의 세 번째 앨범인 Ethereal에 2022년 2월 11일에 발매된다. 에이셉 라키, 테디 존스(Teddi Jones), 트리피 레드, 케빈 어브스트렉트, 주시 J, 조이 배드애스 등의 래퍼들이 피쳐링했다.

## 디스코그래피

### 스튜디오 앨범
| 제목            | 세부 내용                                                                                        | 피크 차트 위치 | 피크 차트 위치 |
| 제목            | 세부 내용                                                                                        | US             | CAN            |
| --------------- | ------------------------------------------------------------------------------------------------ | -------------- | -------------- |
| - Tragedy +     | - 발매: 2020년 3월 6일 - 레이블: 300 엔터테인먼트 - 형식: 디지털 다운로드, 스트리밍              | —              | —              |
| Beautiful Havoc | - 발매: 2020년 10월 30일 - 레이블: 300 엔터테인먼트 - 형식: 디지털 다운로드, 스트리밍, 비닐 앨범 | 172            | —              |
| Ethereal        | - 발매: 2022년 2월 11일 - 레이블: 300 엔터테인먼트 - 형식: 디지털 다운로드, 스트리밍             | 66             | 61             |

### EP(익스텐디드 플레이)
| 제목             | EP 정보                                                                       |
| ---------------- | ----------------------------------------------------------------------------- |
| The Tissue Files | - 발매: 2018년 4월 27일 - 레이블: 셀프 발매 - 형식: 디지털 다운로드, 스트리밍 |

### 싱글
| "Stamina"                                                             | 2018 | —  | —  | —  | —  | —  |                  | Non-album singles |
| "Lovely" (SUS Valentino가 피쳐링)                                     | 2018 | —  | —  | —  | —  | —  |                  | Non-album singles |
| "Gucci"                                                               | 2018 | —  | —  | —  | —  | —  |                  | Non-album singles |
| "Seven Corps"                                                         | 2018 | —  | —  | —  | —  | —  |                  | Non-album singles |
| "Pull Up"                                                             | 2018 | —  | —  | —  | —  | —  |                  | Non-album singles |
| "Champion"                                                            | 2018 | —  | —  | —  | —  | —  |                  | Non-album singles |
| "Kill Me Bitch"                                                       | 2018 | —  | —  | —  | —  | —  |                  | Non-album singles |
| "Vintage Dior"                                                        | 2018 | —  | —  | —  | —  | —  |                  | Non-album singles |
| "Gosha"                                                               | 2018 | —  | —  | —  | —  | —  | - RIAA: 골드     | - Tragedy +       |
| "Drip"                                                                | 2018 | —  | —  | —  | —  | —  |                  | Non-album singles |
| "Northface"                                                           | 2018 | —  | —  | —  | —  | —  |                  | Non-album singles |
| "Motorola"                                                            | 2018 | —  | —  | —  | —  | —  |                  | Non-album singles |
| "Billy Boy"                                                           | 2019 | —  | —  | —  | —  | —  |                  | Non-album singles |
| "Xanax Flies"                                                         | 2019 | —  | —  | —  | —  | —  |                  | Non-album singles |
| "Megan"                                                               | 2019 | —  | —  | —  | —  | —  |                  | - Tragedy +       |
| "Vision" (Lil Tracy가 피쳐링)                                         | 2019 | —  | —  | —  | —  | —  |                  | Non-album single  |
| "Beretta" (와이파이스 퓨너럴이 피쳐링)                                | 2019 | —  | —  | —  | —  | —  |                  | - Tragedy +       |
| "Moon & Stars" (Maggie Lindemann이 피쳐링)                            | 2020 | —  | —  | —  | —  | —  | - RIAA: 골드     | - Tragedy +       |
| "Human" (Night Lovell이 피쳐링)                                       | 2020 | —  | —  | —  | —  | —  |                  | Non-album singles |
| "Can You Help Me"                                                     | 2020 | —  | —  | —  | —  | —  |                  | Non-album singles |
| "Revenge"                                                             | 2020 | —  | —  | —  | —  | —  |                  | Beautiful Havoc   |
| "Mean" (Flo Milli와 함께)                                             | 2020 | —  | —  | —  | —  | —  |                  | Beautiful Havoc   |
| "Sangria" (덴젤 커리와 함께)                                          | 2020 | —  | —  | —  | —  | —  |                  | Beautiful Havoc   |
| "Whipski" (Lil Skies, Internet Money가 피쳐링)                        | 2021 | —  | —  | —  | 13 | —  |                  | Non-album single  |
| "Tell Em" (Cochise가 피쳐링)                                          | 2021 | 64 | 22 | 51 | 1  | 99 | - RIAA: 플래티넘 | 발표 예정         |
| "Red"                                                                 | 2021 | —  | —  | —  | 29 | —  |                  | Non-album single  |
| "Go"                                                                  | 2021 | —  | —  | —  | —  | —  |                  | Ethereal          |
| "Doja" (에이셉 라키가 피쳐링)                                         | 2022 | 87 | 30 | 67 | 4  | —  |                  | Ethereal          |
| "—" 표기는 해당 영역에서 차트가 없거나 발매되지 않은 녹음을 나타낸다. |      |    |    |    |    |    |                  |                   |